# Gaz lacrymogène
 (novembre 2013).

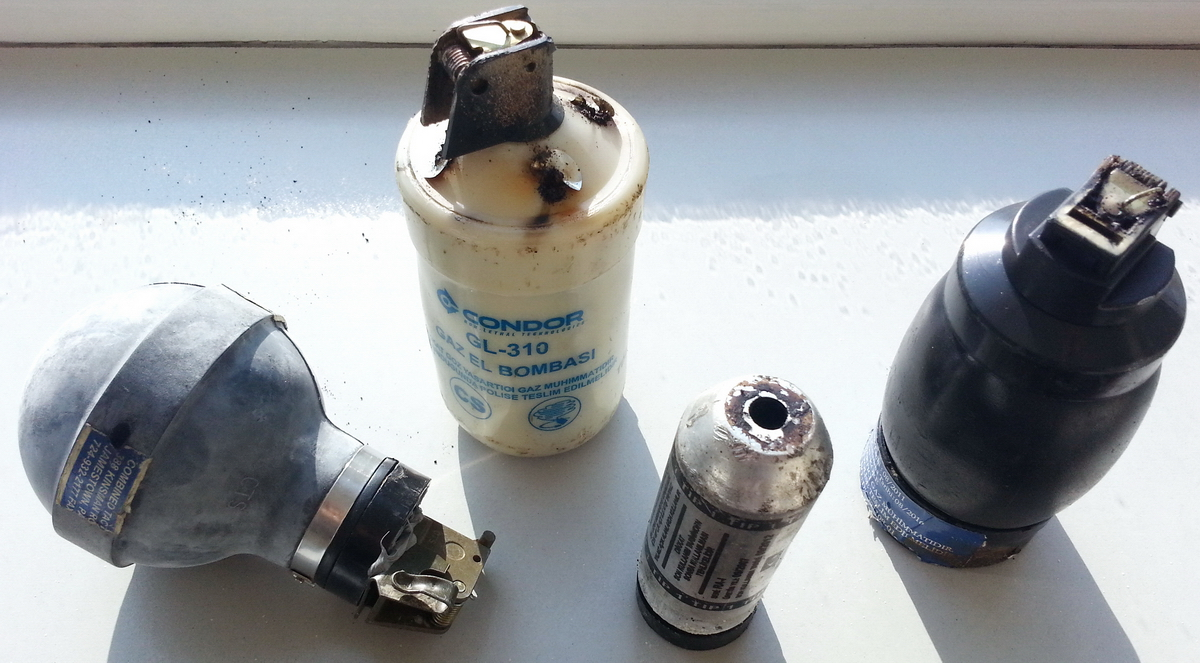
Corps de grenades lacrymogènes utilisées à Istanbul en 2013.

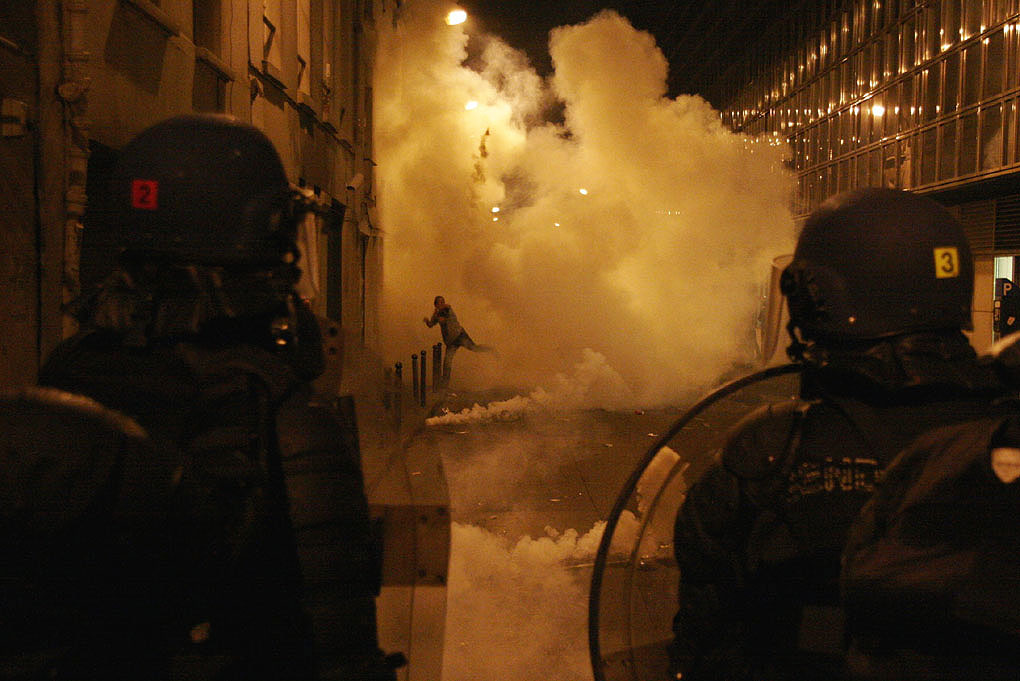
Des gendarmes mobiles français utilisant des gaz lacrymogènes.

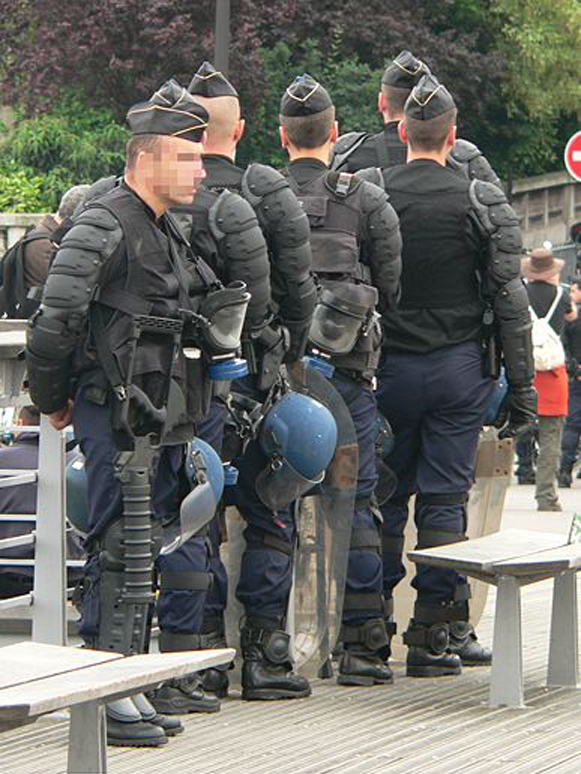
Gendarmes mobiles en tenue de maintien de l'ordre ; ils portent des masques à gaz et l'un d'eux a un lance-grenades appelé Cougar.

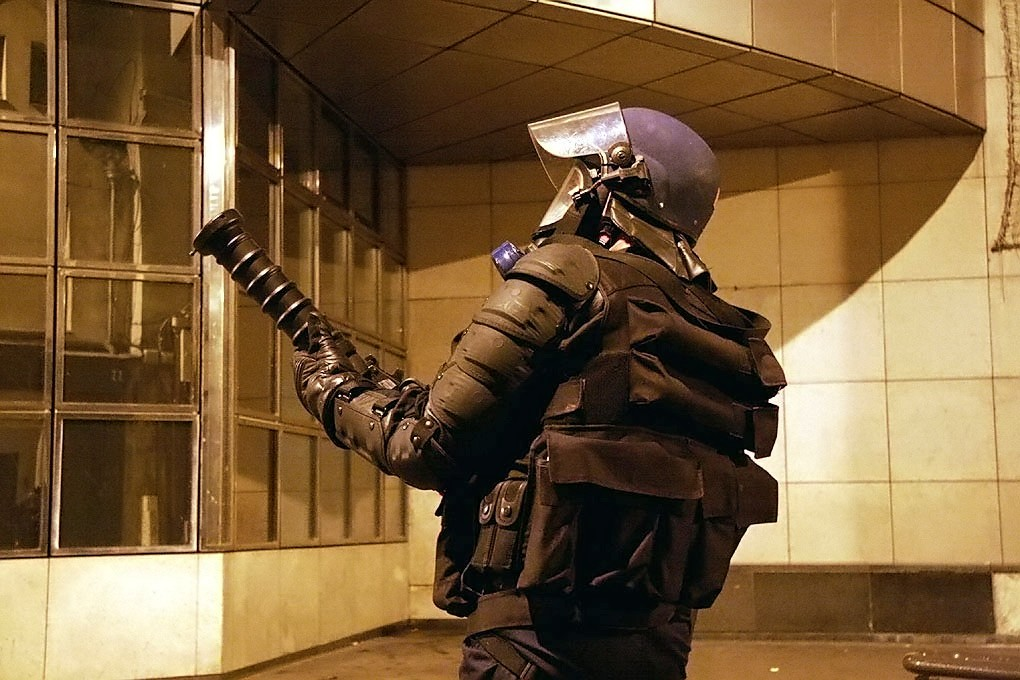
Ce gendarme mobile envoie des grenades lacrymogènes à l'aide d'un lance-grenades.

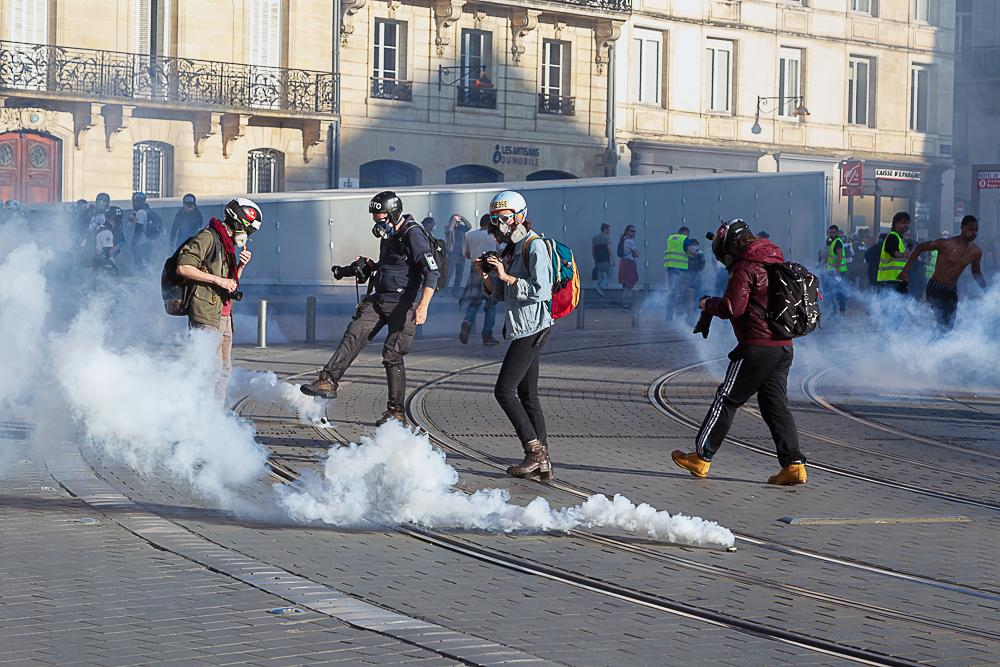
Usage de gaz lacrymogènes pendant une manifestation des gilets jaunes à Bordeaux, le 23 mars 2019.

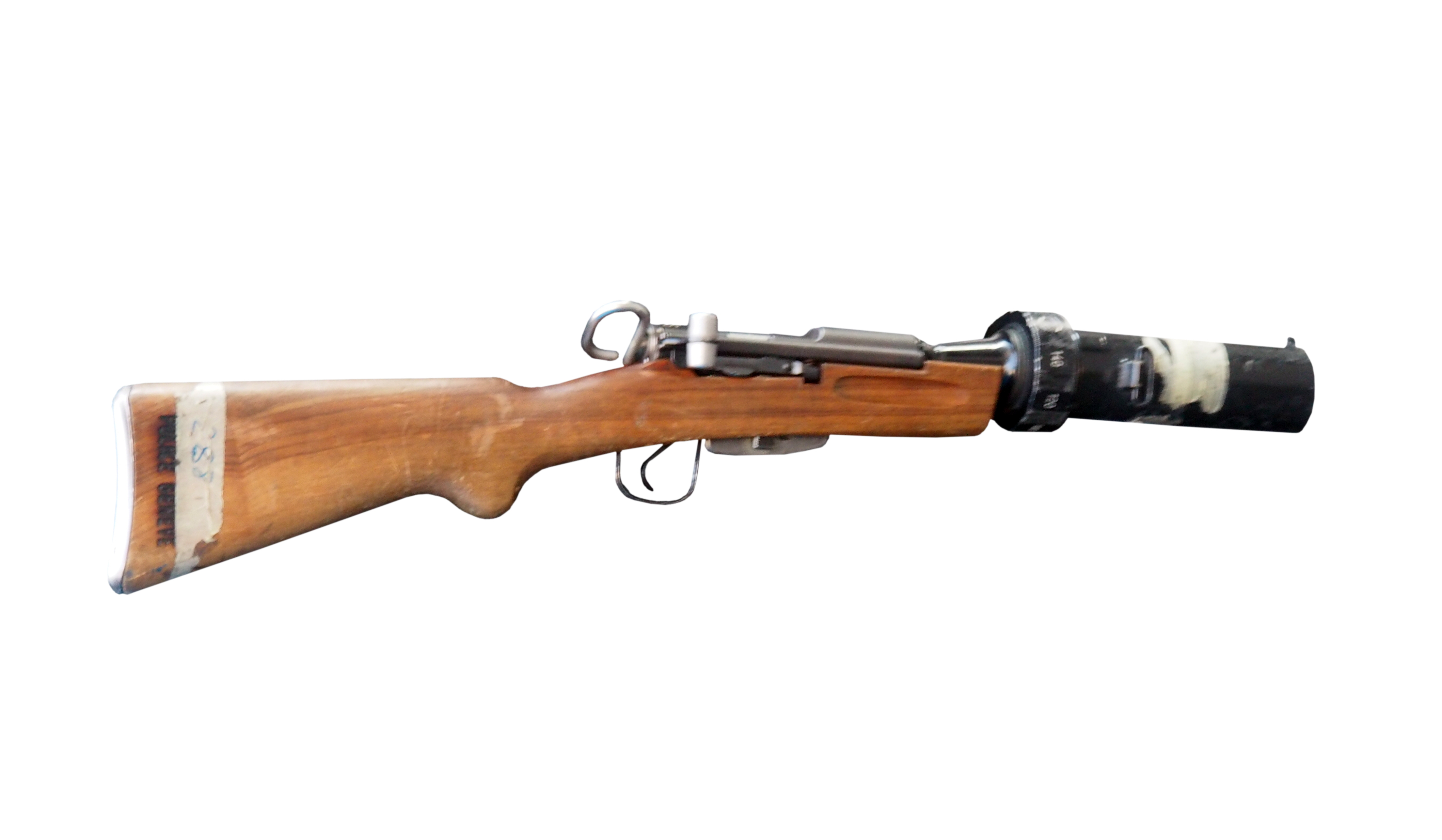
Mousqueton 1931 lance-grenade lacrymogène de la Police cantonale genevoise

Un agent lacrymogène est un composé chimique qui provoque une irritation ou un écoulement lacrymal (larmes). N'importe quelle substance ayant cet effet peut être appelée « lacrymogène ». Cependant, un gaz lacrymogène est une substance chimique choisie pour sa faible toxicité et qui est considérée comme une arme non létale.
Gaz lacrymogène (du latin lacryma, « larme », et le suffixe -gène du grec γένος, « naissance, origine ») est un terme générique pour l'ensemble des composés causant une incapacité temporaire par irritation des yeux ou du système respiratoire. Les gaz lacrymogènes les plus courants sont les irritants oculaires 2-chlorobenzylidène malonitrile (appelé aussi « CS », des initiales de Corson et Stoughton, chimistes qui ont synthétisé la molécule), chloroacétophénone (« CN »), dibenzoxazépine (« CR ») et l'irritant respiratoire « piment OC » (oléorésine de Capsicum, huile rougeâtre contenant de la capsaïcine) en aérosol.

## Historique
À la suite de plusieurs sièges contre des hors-la-loi et des terroristes mettant en lumière le sous-équipement de la police parisienne, le préfet de police Louis Lépine institue le 26 mai 1912 une commission spéciale chargée d'élaborer des moyens d'action et de protection contre des malfaiteurs barricadés. Cette commission est composée d’un membre de l’Institut Pasteur, d’un membre de l’Académie de médecine, de monsieur Kling, directeur du laboratoire municipal de la ville de Paris, du capitaine Delacroix de la section technique du génie, et de monsieur Sanglé-Ferrière, chef du laboratoire municipal.
Le premier gaz lacrymogène employé est l'étherbromacétique ou bromoacétate d'éthyle, connu depuis 1850 pour ses propriétés irritantes. Il est testé à partir de mars 1913 par la préfecture de police de Paris puis utilisé par celle-ci à partir de septembre 1913 pour neutraliser les forcenés et les individus barricadés. Devant le succès de cette substance, l’Établissement central du matériel du Génie décide d’adopter une grenade copiée sur le modèle en usage à la Préfecture de police. Depuis, l’armée française possède des projectiles de pistolet lance-fusées chargés de 19 cm3 de ce produit, ainsi que des grenades suffocantes à l’éther bromacétique et cela déjà, depuis une décision du 8 juillet 1913.
Fin août 1914, le génie militaire de l'armée française utilise ce gaz sous forme de cartouches suffocantes et de grenades à mains en Alsace contre l'armée allemande. C'est un échec et cela entraîne une controverse avec l'Allemagne au sujet du déclenchement de la guerre chimique.
Le terme lacrymogène n'apparait qu'en 1915.
L'usage de ce produit se généralise à travers le monde à partir des années 1920 et est utilisé pour disperser les manifestations à partir des années 1930.

## Utilisations

### Maintien de l'ordre

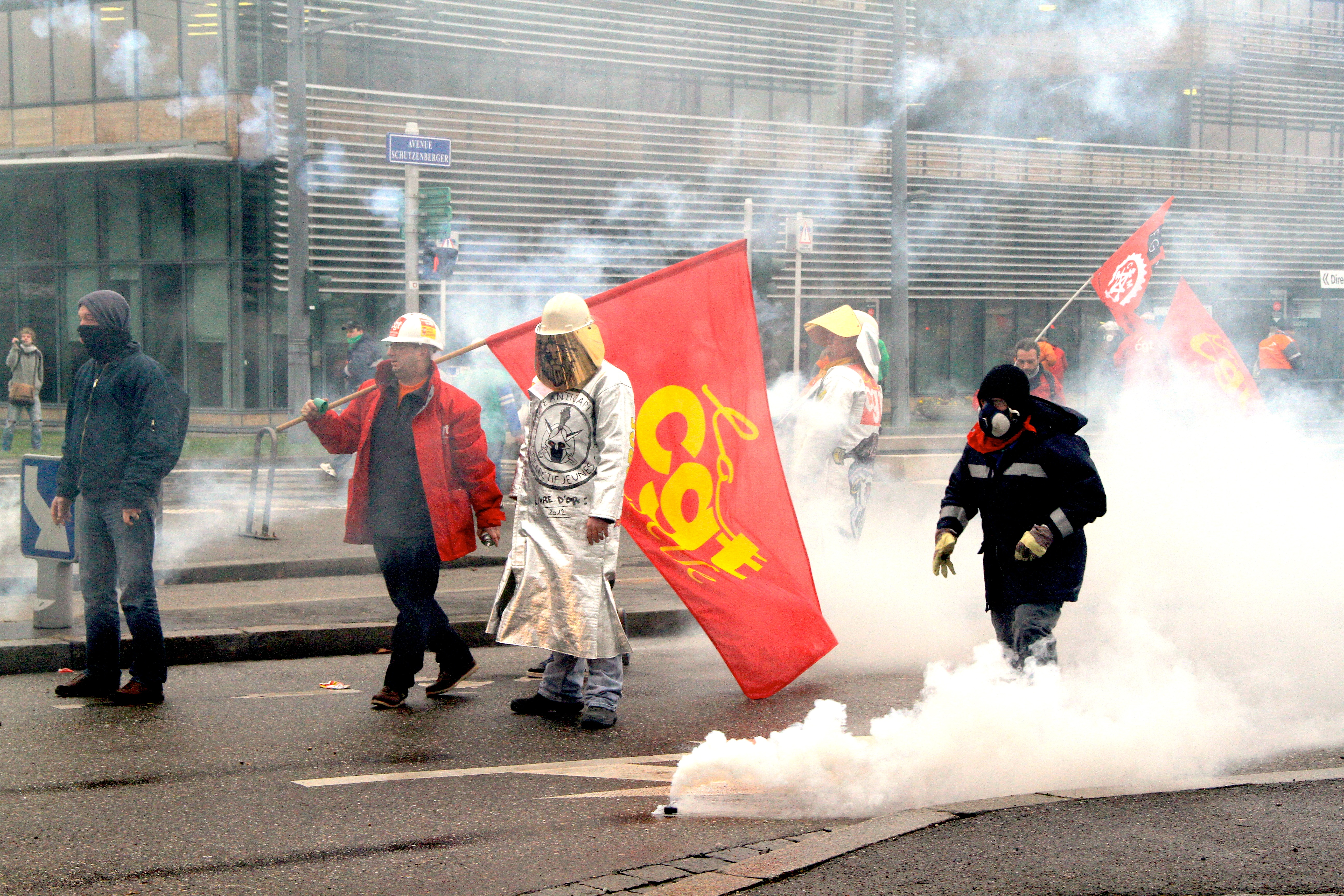
Usage de gaz lacrymogènes lors d’une manifestation de sidérurgistes d’ArcelorMittal à Strasbourg le 6 février 2013.

Le gaz est utilisé en grenades par les forces de police. Ces composés sont souvent utilisés pour disperser les émeutes. En effet, ils produisent rapidement une irritation ou une gêne physique incapacitante qui disparaît après la fin de l'exposition. Ils peuvent aussi être utilisés lors de séances d'entraînement martial.
En France, le CS « est l'unique gaz en dotation pour le maintien de l'ordre dans la police, la gendarmerie et l'armée de terre », selon le quotidien Libération en 2006. Il est en service depuis les années 1960.
En France, la loi prévoit que « Le maintien de l'ordre obéit à des procédures précises. Ne grenade pas qui veut dans une manifestation. C'est le commandant de compagnie qui donne l'ordre après accord de l'autorité civile (le préfet ou son représentant). La grenade peut être lancée à la main ou à l'aide d'un lanceur (…) Cougar ». Une grenade peut être lancée à la main jusqu'à 15  à   20 mètres et 200 mètres avec un Cougar.

### Autodéfense
Le gaz est utilisé en aérosol (spray) pour l'auto-défense privée.
Il existe également sous forme de gel ou de mousse, qui présentent les avantages d'avoir un effet plus directionnel et d'être moins sensibles au vent. La société suisse Piexon a été la première à créer un produit de défense au format pistolet pour ainsi faciliter l'utilisation et éviter un retour du produit actif.
Les spécificités d'une lacrymogène « Gel » :
- le gel se liquéfie instantanément au contact de la peau et des muqueuses, ce qui lui permet une fixation uniquement sur l’agresseur sans se répandre dans la pièce ;
- il faut viser plus juste qu’avec le gaz et plusieurs fois si on est face à plusieurs agresseurs.

Les spécificités d'une lacrymogène « gaz » :
- idéal contre plusieurs agresseurs car sa projection est extrêmement volatile ;
- utilisé dans un lieu clos, inférieur à 50 m2, l’utilisateur sera lui aussi en contact avec le gaz.

## Toxicologie
Le gaz CS est longtemps considéré comme inoffensif pour la santé, à moyen ou long terme, ce qui justifie son emploi, parce que jugé moins létal et entraînant moins de traumatismes que d’autres techniques de maintien de l’ordre ou que certaines bombes aérosol d'autodéfense. Mais « dès sa première utilisation civile, des cas inexpliqués de morts ont entraîné de fortes inquiétudes parmi la population ». Selon un rapport (126 pages, publié en 2020) de l'association toxicologie-chimie (ATC), la majorité des données toxicologiques existantes sont inaccessibles, car encore dans le domaine militaire, et en 2020, « la composition détaillée du gaz lacrymogène produit et utilisé en France » n'est toujours pas publique ; des effets toxiques à moyen ou long termes de ces gaz sont cependant « bien connus officiellement pour les militaires et les forces de police ». Le cyanure semble être la principale source de nocivité des gaz CS : à partir des gaz inhalés, des molécules ingérées ou via un passage percutané, « chaque molécule de gaz lacrymogène CS se métabolise dans le corps humain en deux molécules de cyanure ».
Ce cyanure bloque une partie de la chaîne respiratoire et crée un stress oxydatif, même à petite dose. Outre les yeux (risques de cataracte…) le fonctionnement du cerveau, du foie et des reins sont affectés.
Les effets directs sont accentués par temps chaud et humide.

### Effets, symptômes
Les effets, directs ou indirects, en partie médiés par le système nerveux central, sont multiples :
- Irritation des glandes lacrymales, des canaux lacrymaux, et des yeux[7] ;
- Irritation des muqueuses nasales et buccales, et irritation de la peau (avec dans les cas d'exposition intense (en milieu fermé, ou en utilisation rapprochée) apparition de vésiculations et bulles évoquant des brûlures par ypérite) comme on l'a par exemple et notamment observé à Séoul[8], en France[9], en Finlande[10], au Royaume-Uni[11]… ;
- Irritation de tout le système respiratoire[12], induisant des troubles respiratoires : gênes respiratoires, hyperventilation, spasmes, tachypnée, dyspnée ou apnée sans les cas extrêmes[7] ; des anomalies spirométriques sont constatées[13],[14] et dans les cas les plus graves des infiltrations sont visibles sur les radiographies[15]. Le gaz CS peut entraîner un Syndrome Réactif de Dysfonctionnement des Voies respiratoires[7] ;
- Effets cardiovasculaire (hypotension, palpitations, arythmie, tachycardie…), notamment à la suite de la libération de bradykinine dans l'organisme, molécule source de vasodilatation cardiaque[16],[17],[18] ;
- Effets hormonaux : dommages thyroïdiens[7] ;
- Troubles menstruels et fausses couches[19] ;
- Atteintes gastro-intestinales (nausées[7] ; vomissements[7], diarrhées, hématémèses) ;
- Atteintes hépatiques[20],[21] ;
- Troubles nerveux : maux de tête, anxiété, vertiges, étourdissements, confusion mentale, perte de conscience, paralysie, voire coma[7] ;
- Troubles musculo-squelettiques : douleurs/oppression thoraciques, spasmes/bronchospasmes, une anomalies spirométriques[13],[14] rigidité musculaire) ;
- Réactions allergiques : dermatites, allergies[7].

### À forte dose
- l'effet le plus fréquent reste les brûlures pouvant aller jusqu'au second degré[22] ;
- l'atteinte oculaire peut parfois se compliquer de lésions de la cornée (allant jusqu'à la perforation de la cornée dans les cas graves[23],[24],[25],[26]) ou d'hémorragies du vitré[27] ; la littérature scientifique décrit au moins deux cas d'infarctus du myocarde liés à ce gaz chez des civils ou des manifestants[28],[29] ;
- effets cytotoxiques : dès les années 1970, des études en laboratoire sur le modèle animal montrent que des nécroses peuvent parfois apparaître dans les tissus dans les voies respiratoires touchées, ainsi que des congestions et/ou nécroses dans l'appareil digestif, les reins, le foie ou la rate[30],[31] ; éventuellement associées à des hémorragies internes (hémorragies des glandes surrénales) ;
- les effets pulmonaires sont alors nettement plus marqués, impliquant une hémorragie, congestion voire un œdème pulmonaire[30],[31],[7] ;
- une partie de ces effets est liée à la dégradation des produits en d'autres substances toxiques (cyanure et thiocyanate)[7].

Des décès sont rapportés, essentiellement liés à une utilisation en lieu clos, comme cela est le cas lors du siège de Waco en 1993.

#### Cancérogénicité, mutagénicité, effets épigénétiques
Une carcinogénicité des gaz lacrymogènes inhalés à haute dose ou en cas d'expositions répétées est encore discutée, mais les connaissances en biochimie sur les produits primaires et secondaires libérés et sur leur métabolisation « laissent à penser qu’il pourrait avoir une activité mutagène, voire épigénétique ».

### Contaminations secondaires
Elles sont possibles pour des proches et ont été décrites chez le personnel soignant amené à prendre en charge des personnes très exposées.

### Études épidémiologiques
Aux États-Unis, le département de la Santé du New Jersey encourage les manifestants ou personnes exposées aux gaz lacrymogènes à faire un bilan médical de l’état de leur foie et de leurs reins.

## Fournisseurs

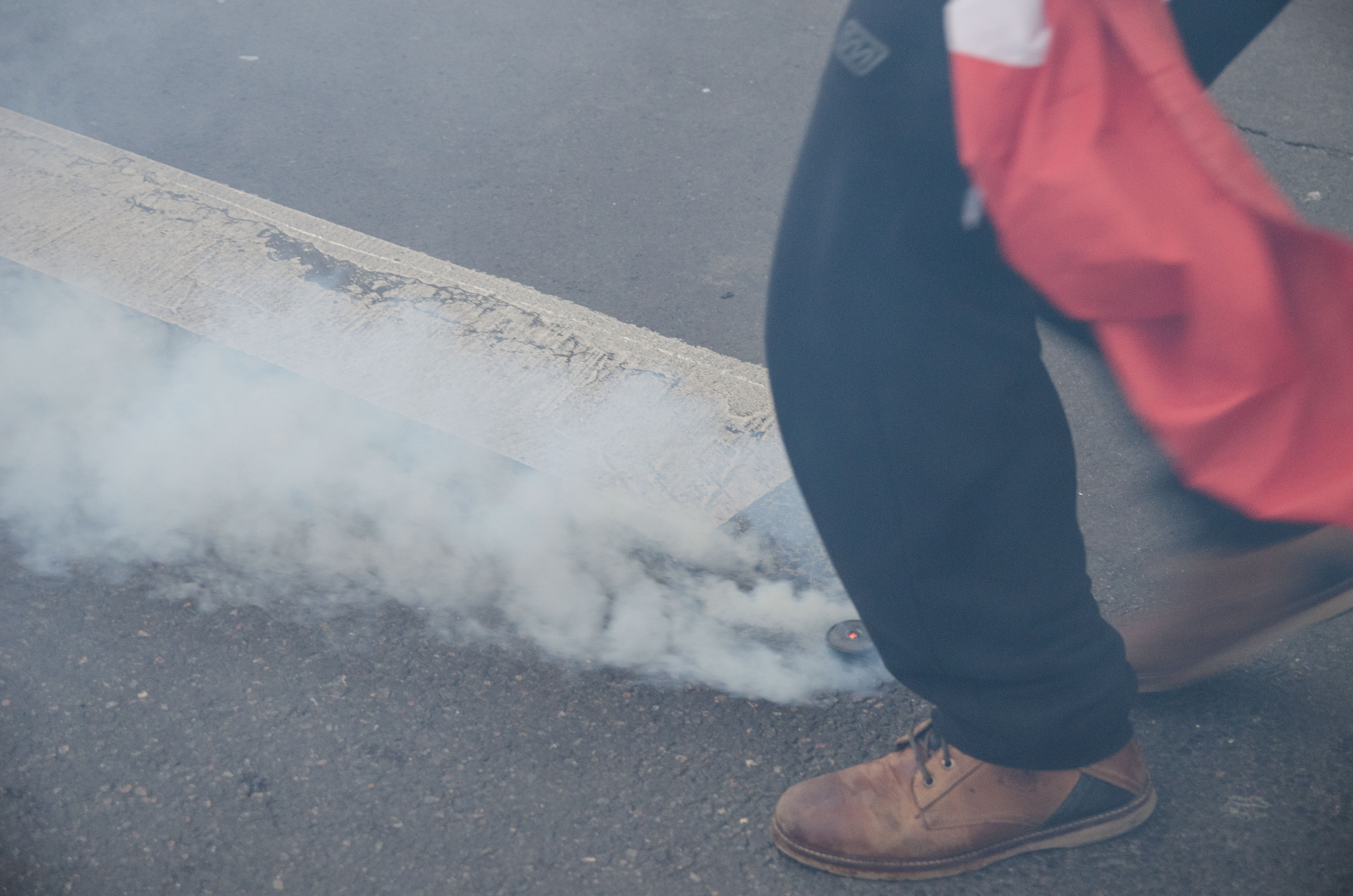
Palet de grenade lacrymogène Nobel Sport MP7 (acte XI du mouvement des gilets jaunes à Paris).

- Welkit fournit les forces de l'ordre françaises.

## Pratique
Certaines organisations libertaires conseillent certaines techniques pour se protéger des gaz lacrymogènes lors des manifestations ou pour prévenir de leurs effets les plus dangereux. Il existe même des « guides du manifestant ».

### Prévention

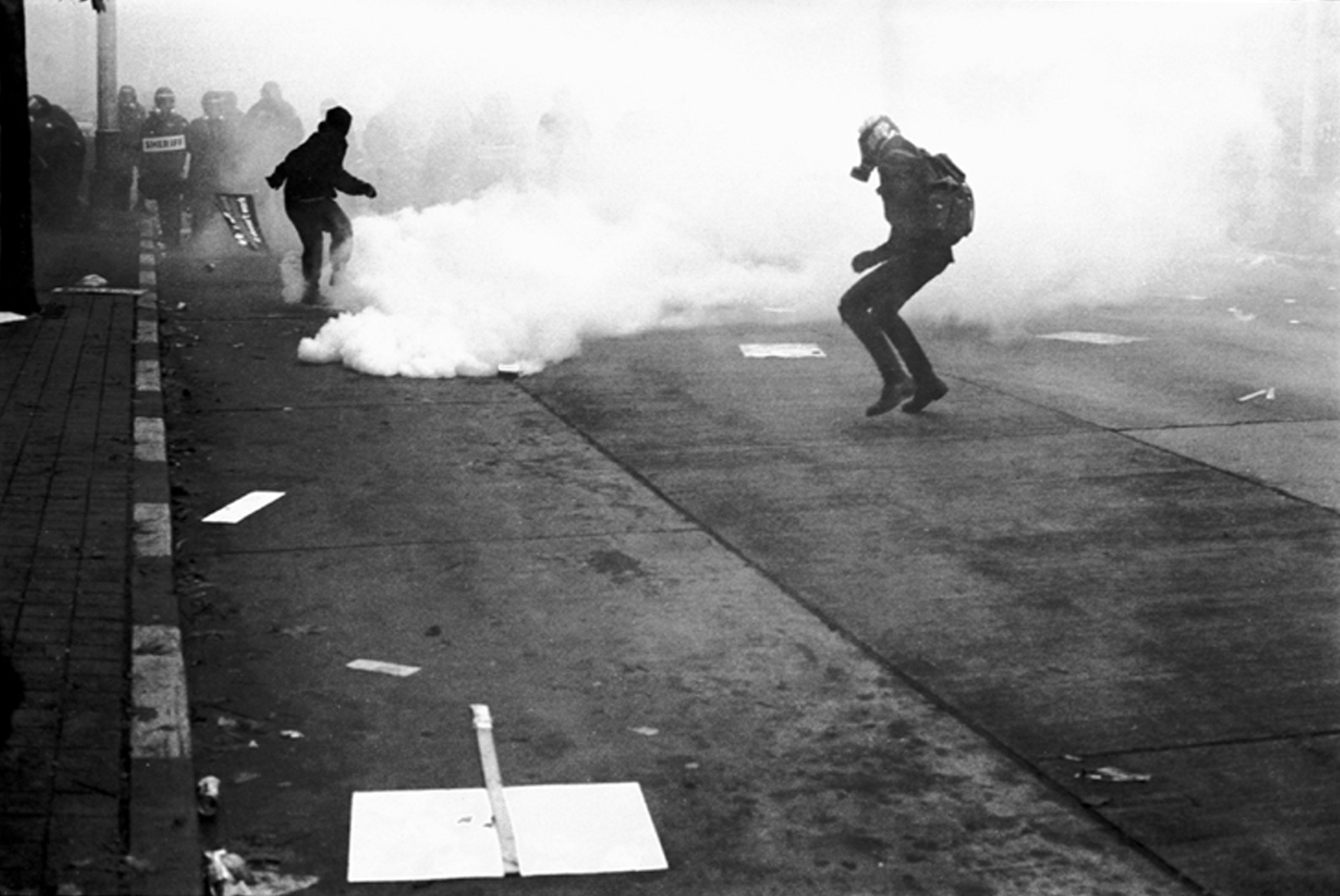
Manifestant équipé d'un masque à gaz à Seattle en 1999.

Concernant les yeux, les différentes sources recommandent d'éviter de porter des lentilles de vue lorsqu'on risque d'être exposé aux gaz lacrymogènes. Le gaz peut se coincer sous les lentilles et endommager la vue. En cas d'exposition aux gaz avec des lentilles, il est conseillé de les faire retirer rapidement par quelqu'un dont les mains n'ont pas été contaminées par le gaz.
Concernant la peau :
- il est déconseillé de s'enduire la peau de crème ou de corps gras qui fixent les gaz sur la peau[6] ;
- il est conseillé de bien se laver préventivement le visage et les vêtements avec du savon, ce qui empêche les gaz de se fixer (le savon aidant à la dissolution des graisses dans l'eau, cela permet d'enlever des traces d'éléments gras sur le visage ou les vêtements qui aideraient à fixer les gaz) ;
- le Maalox est censé neutraliser les gaz, même si aucune source médicale ne le confirme, et certains conseillent de préparer une solution de Maalox dilué à cinquante pour cent pour s'en asperger le visage[36].

S'équiper permet de minimiser l'effet des gaz lacrymogènes :
- la meilleure des protections est le masque à gaz. Cependant, le masque à gaz est considéré comme une arme dans beaucoup de pays et son utilisation est interdite sans autorisation[37] ;
- les lunettes de ski ou de plongée (piscine) protègent efficacement les yeux et le masque de chirurgien, le bas du visage ;
- un foulard imbibé de vinaigre ou de citron sur le visage aide à respirer, l'acidité filtrant les gaz[6].
- lingette décontaminante à base de shampoing pour bébé comme le Sudecon développé par la société américaine Fox Labs[38]

Les gaz étant en règle générale plus lourds que l'air, il vaut mieux essayer de s'élever.

### En cas d'exposition
En cas d'exposition aux gaz lacrymogènes :
- il ne faut surtout pas se frotter les yeux, ce qui accroît les larmes et donc la réaction allergique et la douleur : « Le gaz lacrymogène augmente la sécrétion lacrymale, qui fait pleurer. Et il provoque dans ces larmes une réaction allergique, qui pique énormément, donne les yeux rouges, gonfle les paupières. », explique dans Libération, en 2006, l'ophtalmologue Richard Chemoul[6] ;
- la meilleure solution consiste à rincer abondamment les yeux à l'aide d'un sérum physiologique, et retirer les lentilles de contact. L'eau pure peut parfois augmenter la douleur si elle n'est pas versée en abondance car elle dissout les cristaux déposés par le gaz[réf. nécessaire] ;
- une solution de Maalox ou des lingettes décontaminantes spécialisés peuvent soulager la peau et les yeux[36].

Le déshabillage de la personne peut être nécessaire, en évitant le passage des vêtements par la tête. Un rinçage à l'eau et au savon est recommandé, même s'il a été décrit de rares cas d'exacerbation des lésions. Il existe certains produits décontaminants, comme la diphotérine, mais peu utilisés en pratique courante.

## Tentatives d'interdiction

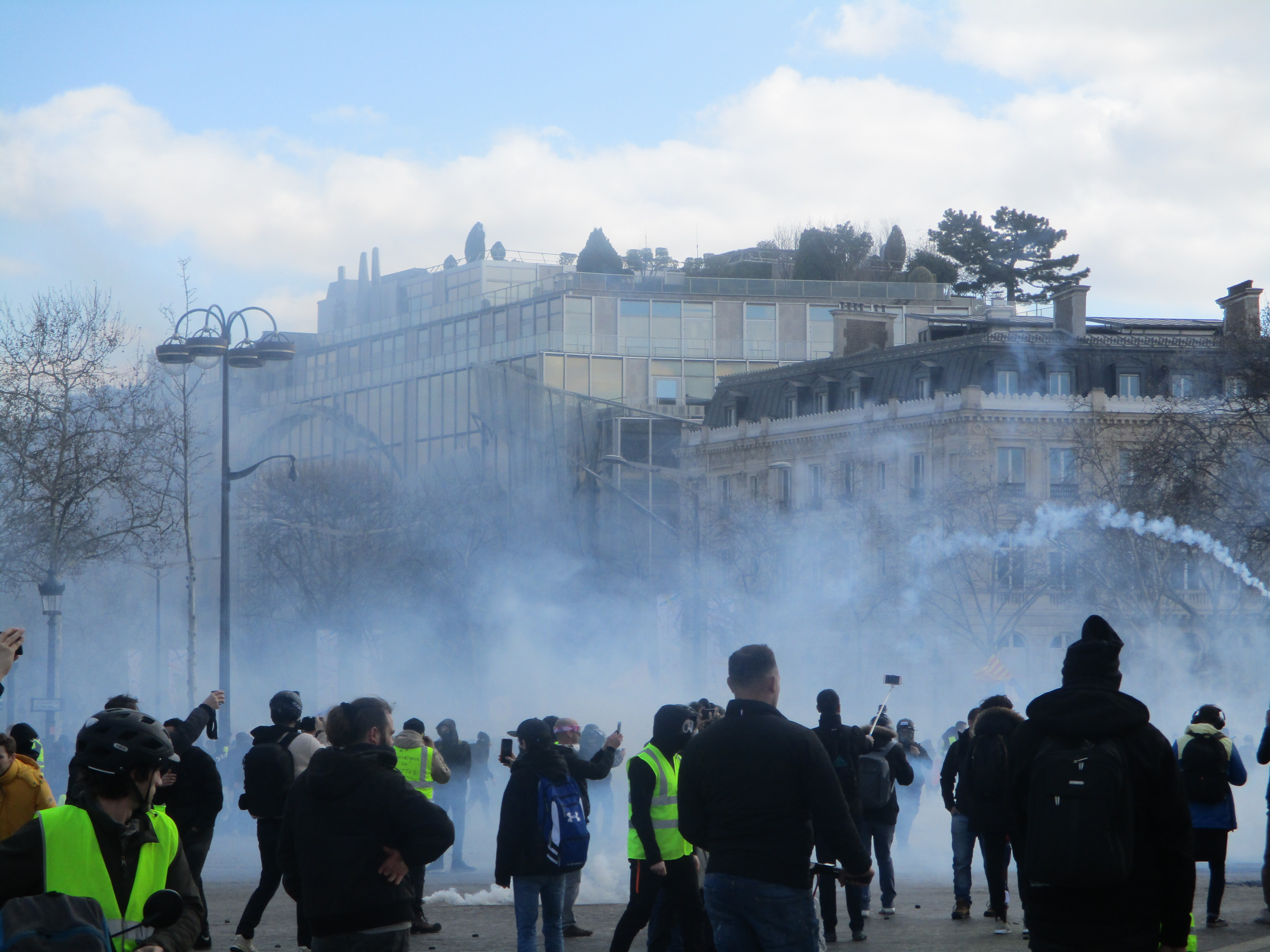
Jets de gaz lacrymogènes pendant la manifestation des gilets jaunes de Paris le 16 mars 2019.

Comme toute arme chimique, l'utilisation de gaz lacrymogène est interdite dans le cadre d'un conflit armé par une convention internationale signée en 1993 et entrée en vigueur en 1997. Cette convention ne réglemente cependant pas l'usage de substances chimiques dans le cadre du maintien de l'ordre public.
Face à la dangerosité de l'usage de ce gaz par les forces de l'ordre sur des personnes, des parlementaires allemands appartenant au parti Die Linke (en français : « La Gauche ») déposent en 2011 une proposition visant à restreindre cet usage à la seule légitime défense,.
Les travaux d'Andrei Tchernitchine[Quoi ?] amènent le gouvernement chilien à suspendre temporairement l'utilisation du gaz lacrymogène CS en 2011.
En France, le député Sébastien Nadot pose une question au gouvernement pour demander la restriction de son utilisation le 21 juillet 2020, s'appuyant sur le dossier de l'Association de toxicologie-chimie de Paris, qui mentionne la métabolisation du gaz lacrymogène CS en cyanure. Le biologiste Alexander Samuel, auteur du dossier, lance également une alerte (n° 118) de santé publique en juillet 2019 auprès de la Commission nationale de la déontologie et des alertes en matière de santé publique et d'environnement, transmise au ministère compétent.
Durant le mouvement Black Lives Matter, le maire de Portland suspend l'utilisation du gaz lacrymogène dans sa ville.